# Io cerco te
Io cerco te è il primo singolo tratto da Il mondo nuovo, terzo album del gruppo alternative rock italiano Il Teatro degli Orrori.

## Video
Il videoclip, diretto da Mauro Lovisetto, viene diffuso sul canale YouTube ufficiale della band il 30 dicembre 2011, ad anticipare l'uscita del disco da cui è estratto.
Andrea Appino (frontman degli Zen Circus) e la compagna videomaker Annapaola Martin, oltre a partecipare al brano rispettivamente con chitarra e voce, appaiono durante il video.